# 朗雪
朗雪（法語：Lancieux，法語發音：[lɑ̃sjø] ⓘ）是法国阿摩尔滨海省的一个市镇，位于该省东北部，大西洋海滨，和伊勒-维莱讷省接壤，属于迪南区。

## 地理
朗雪（48°36'28"N, 2°9'0"W）面积6.69 平方千米，位于法国布列塔尼大區阿摩尔滨海省，该省份为法国西北部沿海省份，位于布列塔尼半岛北部，北濒大西洋英吉利海峡，西接菲尼斯泰尔省，南至莫尔比昂省，东临伊勒-维莱讷省。
与朗雪接壤的市镇（或旧市镇、城区）包括：滨海圣布里亚克、滨海博赛。
朗雪的时区为UTC+01:00、UTC+02:00（夏令时）。

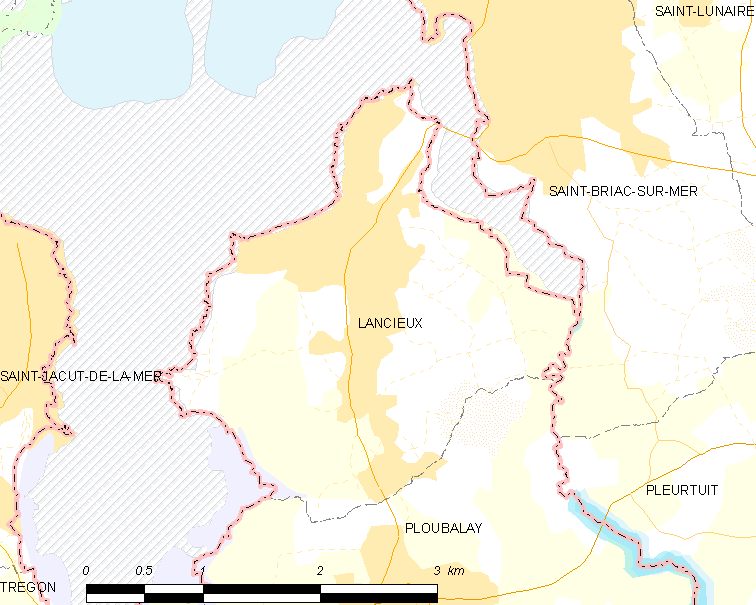
朗雪的OSM定位图

## 行政
朗雪的邮政编码为22770，INSEE市镇编码为22094。

## 政治
朗雪所属的省级选区为普莱兰-特里加武县。

## 人口

1962-2008年间朗雪人口变化图示

朗雪于2022年1月1日时的人口数量为1602人。